# Gipf-Projekt

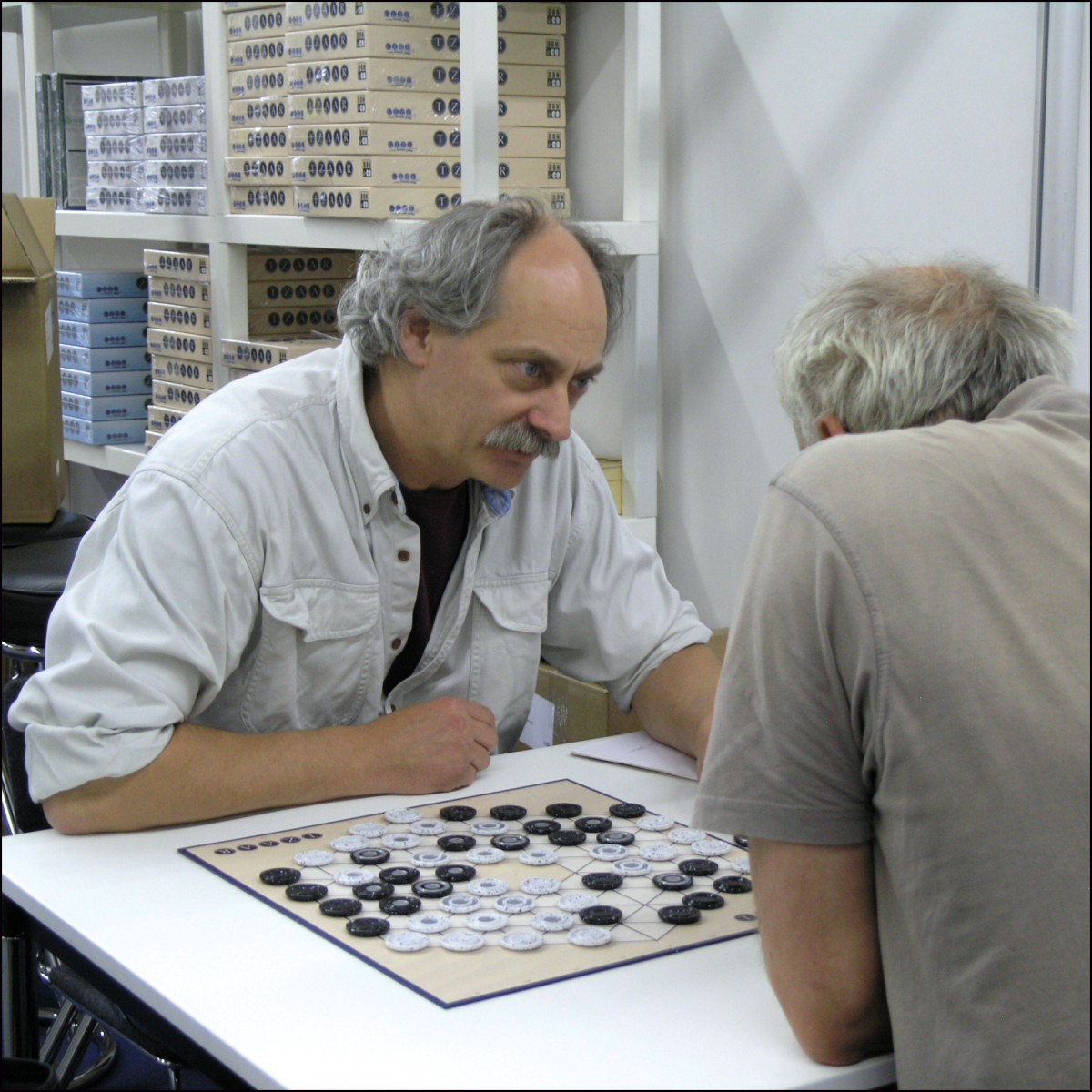
Kris Burm beim Tzaar-Spiel

Das Gipf-Projekt ist eine Serie von sieben abstrakten Strategie-Brettspielen für zwei Personen von Kris Burm.

## Allgemein
Das Gipf-Projekt umfasst sieben Spiele:
- Gipf (1997)
- Zèrtz (2000)
- Dvonn (2002)
- Yinsh (2003)
- Pünct (2005)
- Tzaar (2007)
- Lyngk (2017)

Zusätzlich ist das Spiel Tamsk dem Gipf-Projekt verwandt und war bis 2007 das sechste (chronologisch das zweite) Spiel an Stelle von Tzaar.
Obwohl jedes Spiel gesondert von den anderen spielbar ist, bildet Gipf das zentrale Element des Projektes. Jedes der anderen Spiele bringt so genannte Potenziale ein. Dabei handelt es sich um Spielsteine, die in Gipf einen besonderen Spielzug erlauben und in den anderen Spielen erspielt werden können. So kann Gipf in vielen verschiedenen Versionen gespielt werden.
Sämtliche Spiele sind dabei abstrakt sowie vollkommen frei von Zufallselementen. Allen Spielfeldern liegt eine sechseckige Geometrie mit Spiel entlang der drei Hauptachsen zugrunde. Die Spiele selber sind nicht thematisch eingebunden. Im Rahmen des Projektes sind den Spielen allerdings die Positionen „Das Spiel“ (Gipf), „Der menschliche Geist“ (Pünct), sowie die vier Elemente „Feuer“ (Dvonn), „Wasser“ (Zèrtz), „Erde“ (Tzaar, früher Tamsk) und „Luft“ (Yinsh) zugeordnet. Dieses äußert sich allerdings lediglich in der Gestaltung der Spielschachteln.
Die Spiele aus dem Gipf-Projekt erfreuen sich bei Liebhabern von abstrakten Brettspielen großer Beliebtheit und haben von Spielekritikern von Anbeginn an meist sehr gute Kritiken erhalten, so erhielt beispielsweise Yinsh nach Puerto Rico und der Seefahrererweiterung zu Die Siedler von Catan in der Fachzeitschrift spielbox die drittbeste Gesamtnote aller Zeiten (9,67 von 10). Es sind weltweit Clubs gegründet worden und für jedes Spiel werden Turniere (auch über das Internet) ausgetragen. Trotz der herausragenden Position des Spieles Gipf im Projekt haben sich dabei die Spiele Yinsh und Dvonn als die erfolgreichsten Einzelspiele etabliert.
Im Jahr 2007 ersetzte Tzaar das Spiel Tamsk von 1999. Letzteres war bei Spielern durch seine vorher im Projekt vorhandene Eigenständigkeit (Einsatz von Sanduhren als Spielfiguren mit sich daraus ergebendem direkten Zeitdruck) als „nicht zur Serie passend“ empfunden worden und wird nun als eigenständiges Spiel, nicht mehr als integraler Teil des Gipf-Projektes vertrieben. 2017 erschien mit Lyngk ein siebtes Spiel in der Gipf-Reihe.
Die Namensgebung erfolgte durch Suche nach „interessant“ klingenden einsilbigen Worten mit fünf Buchstaben (Gipf als das „Mutterspiel“ hat hierbei eine bewusste Sonderrolle). Außer Gipf haben die Spiele dabei die tragenden Vokale „a“, „e“, „i“, „o“, „u“ durchgespielt. Die einzelnen Namen haben jedoch keine besondere weitere Bedeutung, lediglich Pünct ist in Anlehnung an das deutsche Wort „Punkt“ entstanden.

## Spiele

### Gipf

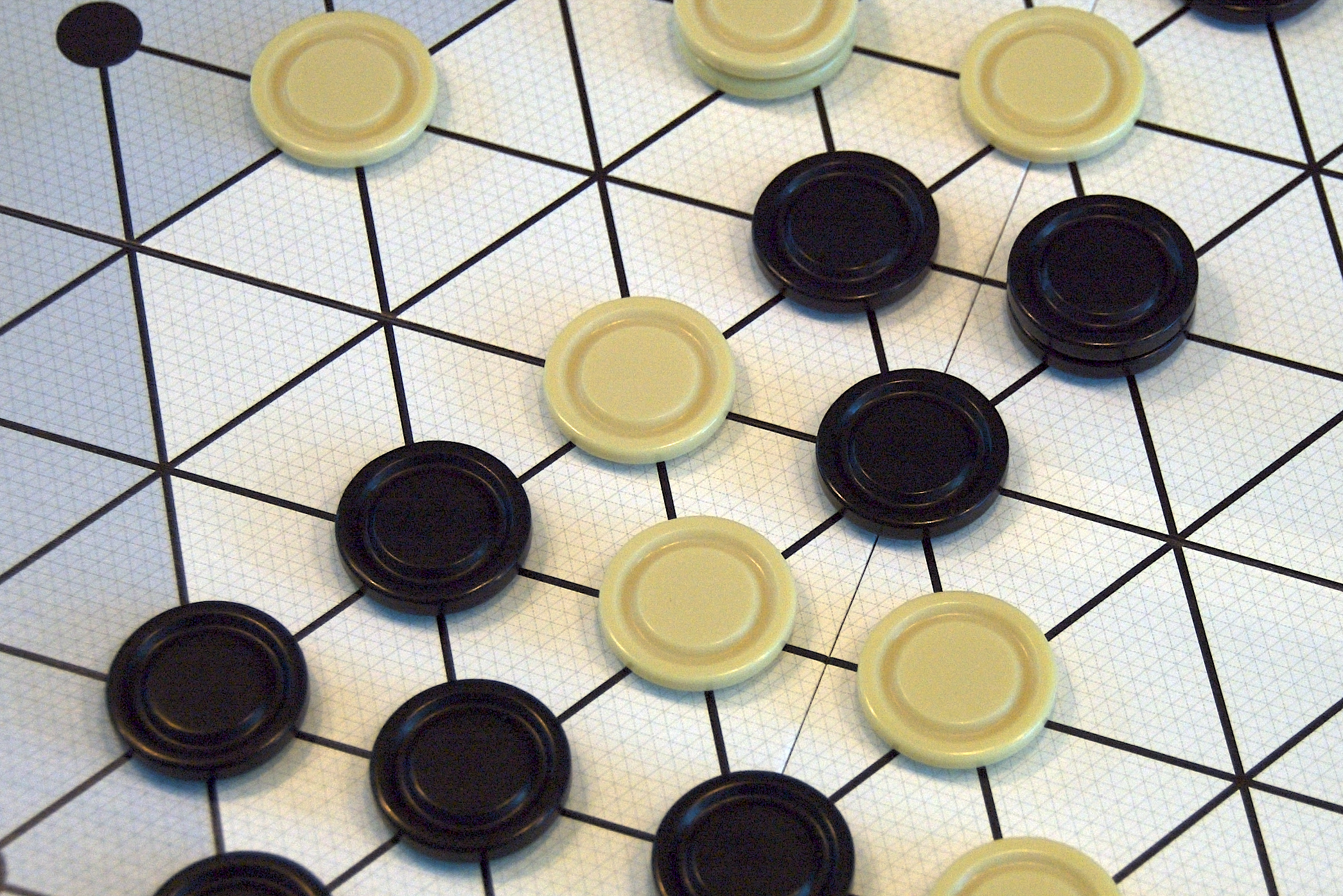
Spielsituation Gipf

Das Spielbrett von Gipf ist sechseckig und besteht aus einem geometrischen Muster aus sich kreuzenden Linien. Als Spielfelder dienen die Schnittpunkte der Linien. Es gibt 18 weiße und 18 schwarze Spielsteine. Als Gipf-Stein bezeichnet man zwei aufeinandergestellte Steine.
Ein Spieler spielt mit den weißen, der andere mit den schwarzen Steinen. Gewonnen hat man, wenn der Gegner entweder keine Spielsteine mehr im Vorrat oder keinen Gipf-Stein im Spiel hat.
Im ersten Zug positioniert man einen Gipf-Stein am Rand des Spielfelds und schiebt ihn einer Linie entlang in das Spielfeld hinein – aber nur bis zum ersten Schnittpunkt. Wenn im folgenden Spielverlauf ein Spielstein ins Spiel gebracht wird, kann man ihn entweder wie beim ersten Zug ins Feld schieben, oder ihn auf ein bereits besetztes Feld legen. In letzterem Fall muss der zuvor vorhandene Stein an einer Linie entlang weggeschoben werden – falls man ihn wieder auf ein bereits besetztes Feld schiebt, muss man auch diesen Stein weiter verschieben und so weiter. Gipf-Steine kann man so lange ins Spiel bringen, bis man den ersten einzelnen Stein spielt.
Wichtig zu beachten ist, dass ein Spielstein, der sich bereits im Spiel befindet, nicht selbständig bewegt werden darf. Man darf ihn nur als Folge des Setzens eines neuen Steins verschieben. Beim Rücken der Steine darf niemals ein Stein aus dem Spielfeld rutschen.
Sobald ein Spieler eine Linie von vier Steinen seiner Farbe erzeugt hat, werden diese Steine und alle, welche eine direkte Fortsetzung der Linie bilden, vom Spielplan entfernt. Diejenigen der eigenen Farbe kommen zurück in den Vorrat, diejenigen des Gegenspielers werden aus dem Spiel entfernt. Die Besonderheit von Gipf-Steinen gegenüber Einzelsteinen ist, dass sie nicht aus dem Spiel genommen werden müssen, auch wenn sie Teil einer Geraden sind. Entfernt man sie trotzdem, darf man sie nicht mehr als Gipf-Stein ins Spiel zurückbringen, sondern muss sie in die beiden Einzelteile auftrennen.
Als Erweiterung des Spiels und Link zu den anderen Spielen des Gipf Projects dienen die Potentiale. Potentiale sind Steine, die auf einen Basisstein zu einem geladenen Stein werden und spezielle Fähigkeiten haben. Bevor man diese Fähigkeit aber im Spiel durchführen kann, wird erst das Spiel gespielt, welches den Namen des Potentials hat. Nur wenn man gewonnen hat, darf er die Aktion auch ausführen. Wer es abkürzen möchte kann auch eine Münze werfen. Art der verwendeten Potentiale und Anzahl werden vorher vereinbart. In der Regel werden von jeder Art 3 bis 6 Potentiale je Spieler benützt, so dass insgesamt 12 bis 15 Potentiale je Spieler zur Verfügung stehen. Potentiale kommen nach den Gipfsteinen in das Spiel. Sobald der erste Basisstein gespielt wird dürfen keine Potentiale mehr ins Spiel dazukommen.
Es gibt folgende Potentiale:
Tamsk/Tzaar-Potential: sobald man im Mittelpunkt des Spielbrett stegt darf ein zusätzlicher Spielzug durchgeführt werden
Zertz-Potential: man darf über andere Steine springen
Dvonn-Potential: darf auf einen Stein draufspringen
Yinish-Potential: kann in einer Linien auf freies Feld gesetzt werden
Pünct-Potential: neutralisiert einen Gipfstein und anderen Pünct-Potential
Gipf-Potential: nur wenn alle 5 anderen Potentiale auch gespielt werden, sog. Ultimate Gipfspiel. Kann Gipfsteine erstellen.

### Zèrtz

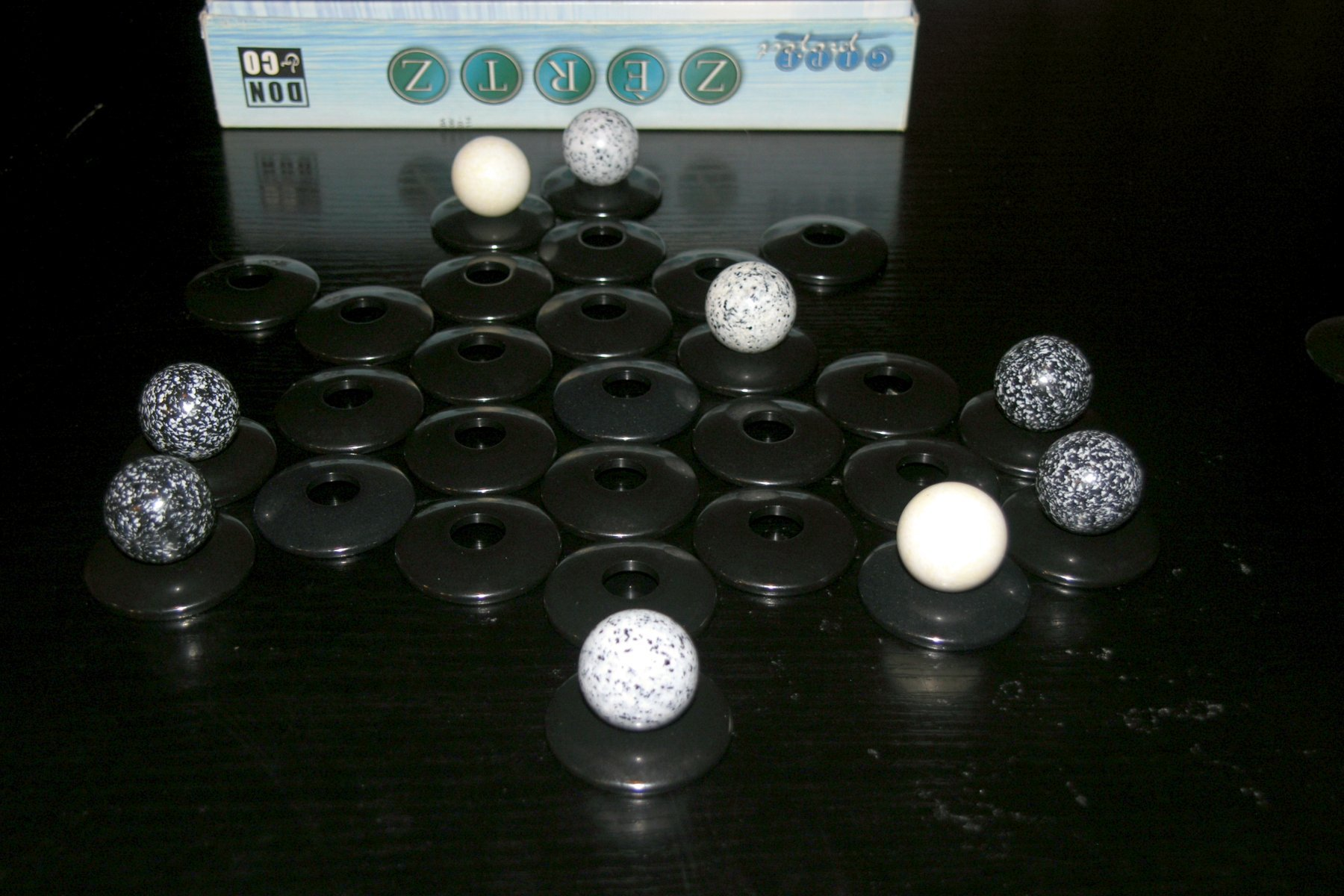
Spielsituation Zèrtz

Das Spielfeld von Zèrtz sind 37 schwarze, leicht gewölbte Scheiben, die in der Mitte ein kleines Loch haben und zu Beginn des Spiels zu einem Sechseck zusammengeschoben werden. Dabei betragen die Seitenlängen jeweils vier Ringe. Das weitere Spielmaterial besteht aus neun schwarzen, sieben grauen und fünf weißen Kugeln (bzw. bei der Turnierregel aus jeweils 10, 8 und 6 Kugeln).
Die Spieler sind abwechselnd an der Reihe. In einem Zug bringt man entweder eine neue Kugel auf das Feld und muss direkt anschließend eine der schwarzen, am Rand befindlichen Scheiben entfernen, oder man schlägt eine der Kugeln und darf sie aus dem Spiel nehmen. Kugeln werden geschlagen, indem man sie mit einer anderen Kugel, die sich direkt neben ihr befindet, überspringt. Dabei ist wichtig zu beachten, dass Schlagzwang herrscht. Hat man also die Möglichkeit, eine Kugel zu schlagen, so muss man das tun. Mit dem Setzen von neuen Kugeln und dem damit verbundenen Entfernen von Scheiben wird das Spielfeld immer kleiner und es bietet sich die Möglichkeit, Kugelgruppen vom restlichen Spielfeld zu isolieren. Gelingt dies einem Spieler, so darf er sämtliche isolierte Kugeln aus dem Spiel nehmen.
Gewonnen hat derjenige Spieler, der als erstes drei weiße, vier graue, fünf schwarze oder zwei Kugeln jeder Farbe aus dem Spiel genommen hat (bzw. bei der Turnierregel 4, 5, 6 oder 3 jeder Farbe).

### Dvonn

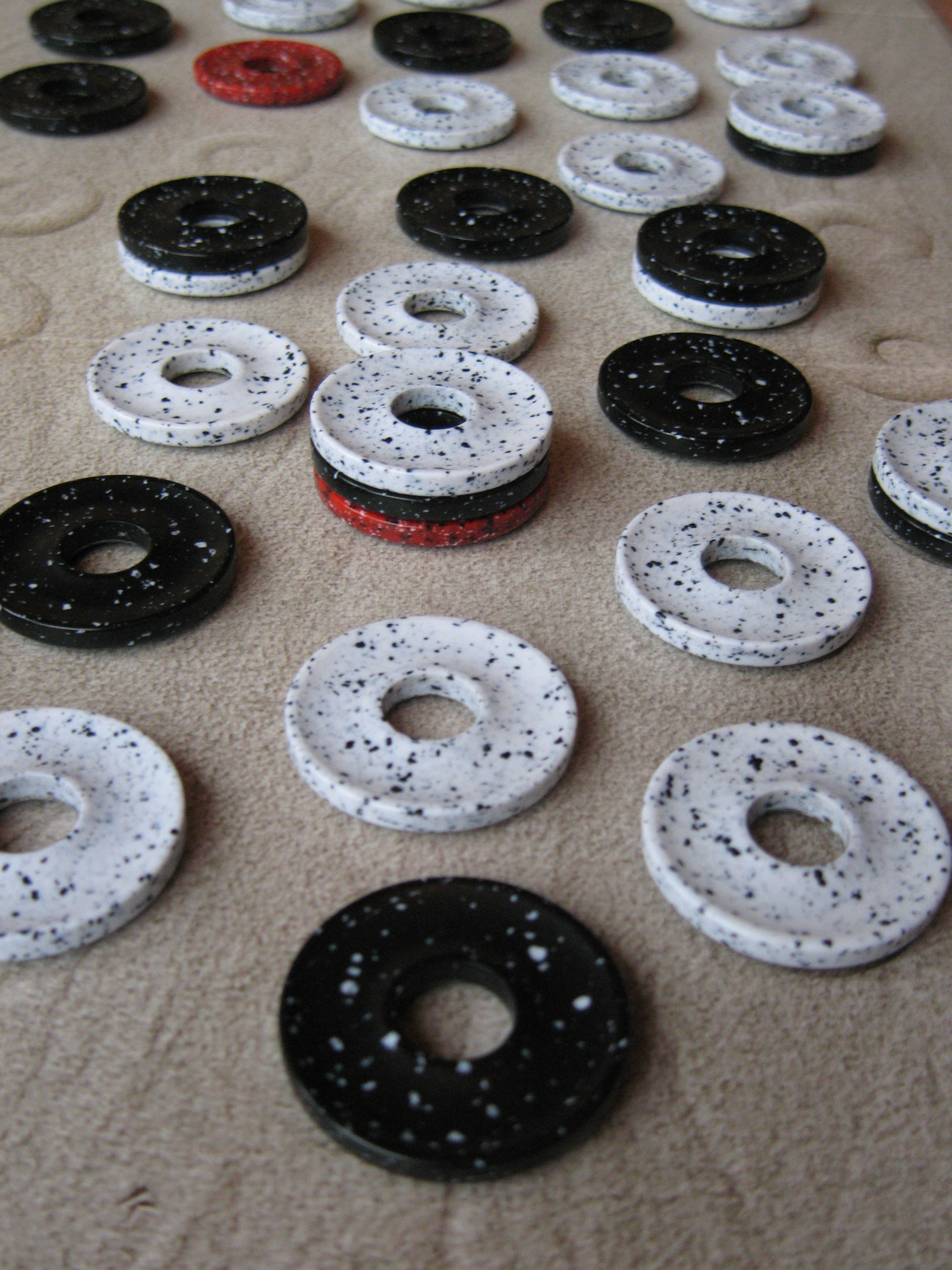
Spielsituation Dvonn

Das Spielbrett von Dvonn zeigt ein in die Länge gezogenes Sechseck, das durch geometrische Linien und Felder an den Schnittpunkten unterteilt ist. Gespielt wird mit 23 weißen, 23 schwarzen und 3 roten Dvonn-Spielsteinen, auch Lebenssteine genannt.
Zu Beginn des Spiels werden die drei roten Dvonn-Spielsteine gelegt. Anschließend legen die beiden Spieler abwechselnd ihre weißen beziehungsweise schwarzen Steine. In der nächsten Phase werden die Steine durch Verschieben auf dem Brett gestapelt. Ein einzelner Stein darf ein Feld in eine beliebige Richtung bewegt werden, zwei aufeinander liegende Steine zwei Felder, drei aufeinanderliegende Steine drei Felder usw. Ein Stapel muss immer als Einheit verschoben werden und darf das Spielfeld nicht verlassen. Wenn ein Stapel keinen Kontakt mehr zu einem der roten Dvonn-Spielsteine über benachbarte Stapel oder Steine hat, wird er aus dem Spiel entfernt. Als Besitzer gilt derjenige Spieler, dessen Farbe der oberste Spielstein zeigt. Wer am Ende die meisten Steine in von ihm kontrollierten Stapeln aufweist, gewinnt.

### Yinsh

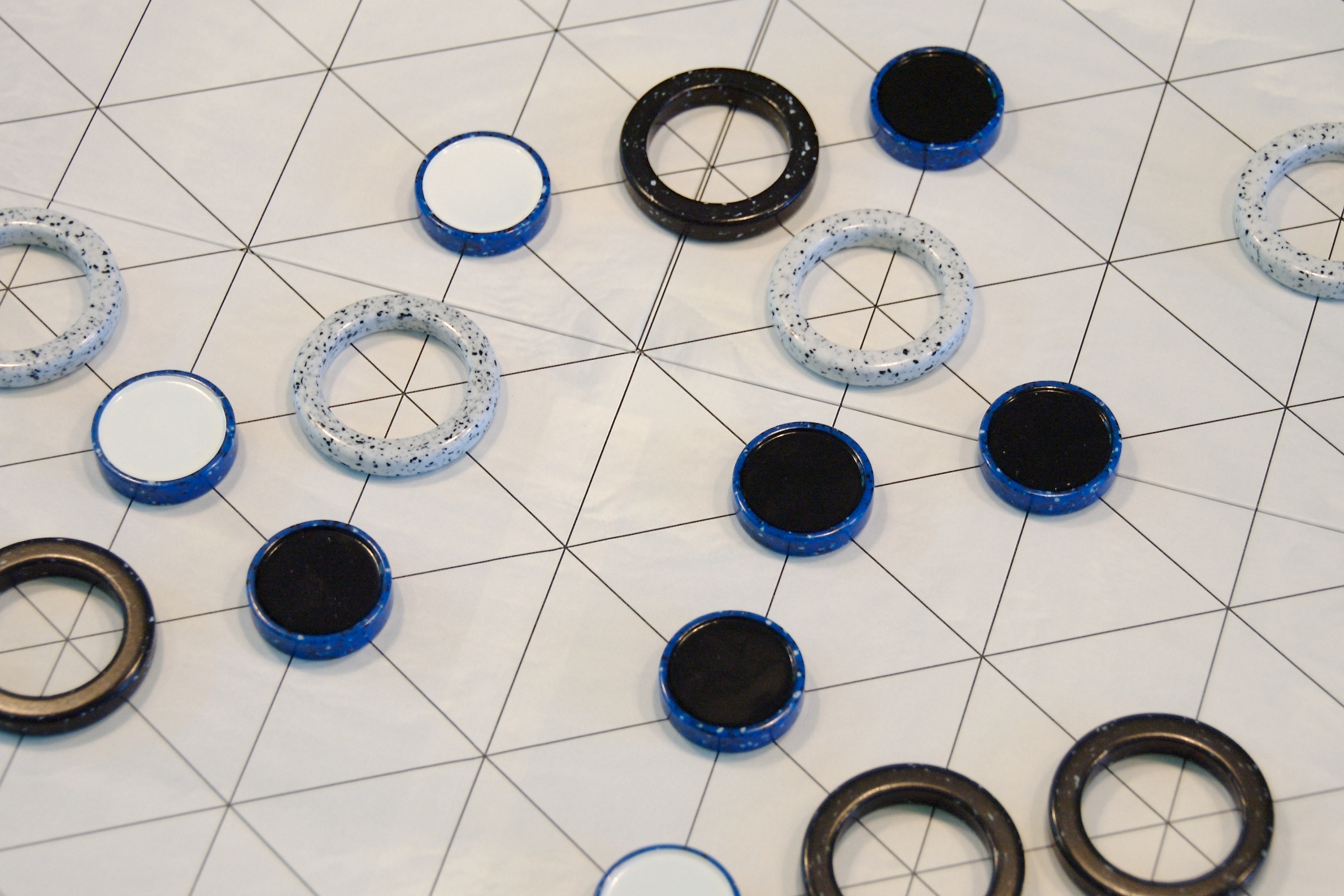
Spielsituation Yinsh

Yinsh erschien als fünftes Spiel der Serie, zählt aber in der Zählung der Serie als das sechste und letzte Spiel, da der Spieleautor Kris Burm die Ähnlichkeit zwischen Yinsh und Gipf als gute Möglichkeit empfand, den Kreis zu schließen.
Das Spielmaterial besteht aus je fünf weißen und schwarzen Ringen und 51 runden Spielsteinen, die auf der einen Seite weiß, auf der anderen Seite schwarz sind. Auf dem Spielbrett befindet sich ein geometrisches Muster aus sich kreuzenden Linien. Als Spielfelder dienen die Schnittpunkte.
In der ersten Spielphase legen die Spieler abwechselnd die Ringe ihrer Farbe auf beliebige Linienschnittpunkte. Anschließend beginnt das eigentliche Spiel. In jedem Zug legt ein Spieler einen Spielstein mit seiner Farbe nach oben in einen seiner Ringe und bewegt dann den Ring einer der angrenzenden Linien entlang. Werden dabei Steine übersprungen, dreht man diese um (auch die in der eigenen Farbe!) und setzt den Ring auf das erste freie Spielfeld hinter den übersprungenen Steinen. Eigene wie gegnerische Ringe dürfen nicht übersprungen werden.
Sobald ein Spieler eine Reihe von fünf Steinen in derselben Farbe erschaffen hat, darf und muss er die Reihe der Steine vom Brett nehmen, der Spieler der entsprechenden Farbe nimmt dann einen seiner Ringe vom Brett. Hat ein Spieler drei Ringe aus dem Spiel entfernen können, hat er gewonnen, sollte kein Stein mehr im Spiel sein, und somit kein Zug mehr möglich sein, so gewinnt der Spieler, der bis zu diesem Zeitpunkt mehr Ringe aus dem Spiel nehmen konnte oder die Partie endet unentschieden.

### Pünct

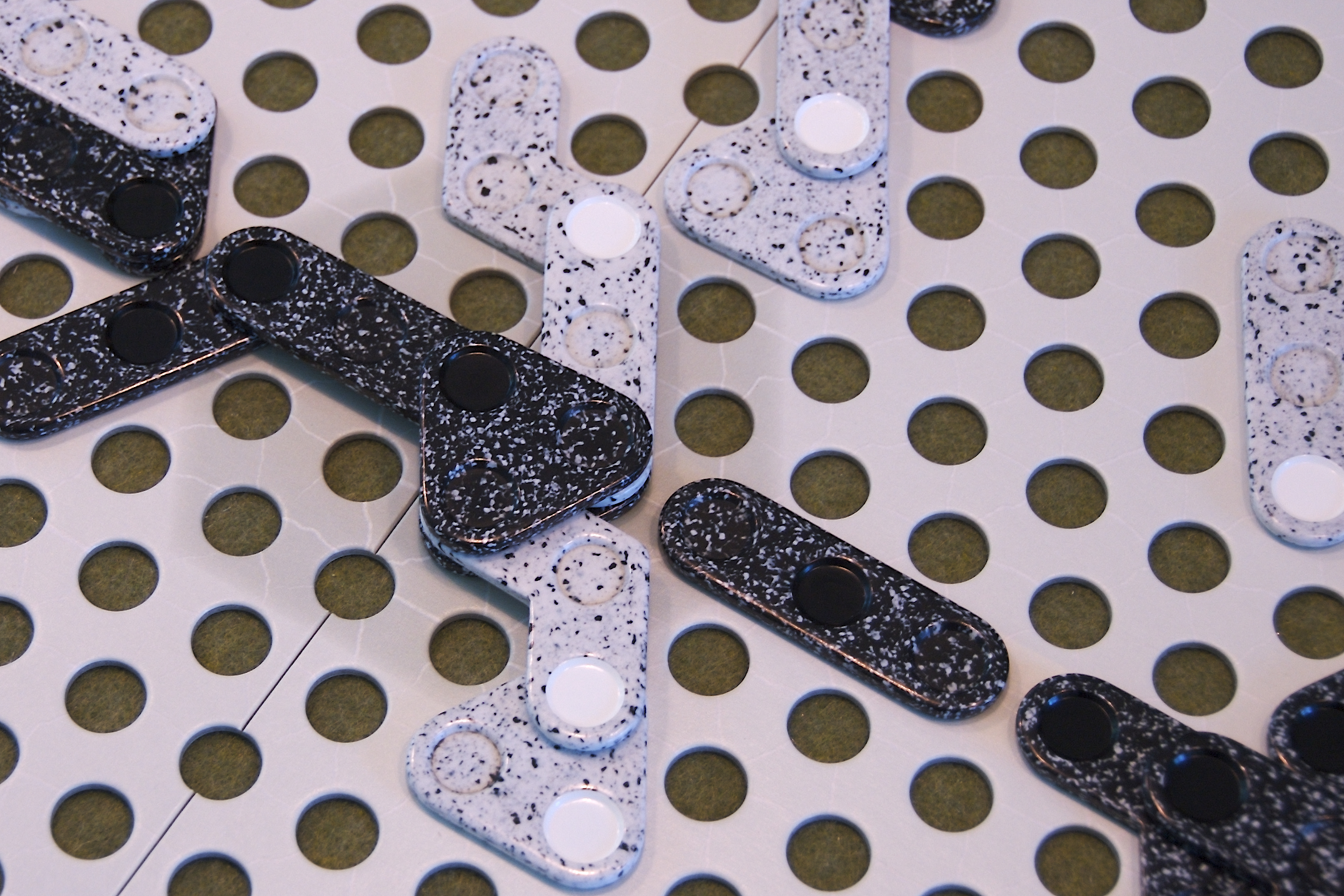
Spielsituation Pünct

Im Oktober 2005 ist das sechste (aber inhaltlich fünfte) Spiel der Serie veröffentlicht worden.
Das Spielbrett zeigt ein großes Sechseck mit regelmäßig angeordneten Löchern. Jeder Spieler hat je 18 weiße und schwarze Spielsteine. Je sechs davon haben dieselbe Form (Gerade, Dreieck und Winkel). Auf der Rückseite der Steine sind drei kleine Erhöhungen, mit denen man die Steine auf drei Löchern des Spielbretts platzieren und diese verschließen kann. Auf der Vorderseite der Steine befinden sich drei Vertiefungen, um sie auch aufeinanderstapeln zu können. Je eine dieser Vertiefungen ist anders gefärbt, der sogenannte Pünct (je zwei je möglicher Position, wobei allerdings die Positionen auf dem Dreieck und die beiden Randpositionen der Gerade nicht unterscheidbar sind). Hauptziel ist es, zwei gegenüberliegende Seiten des Sechsecks mit Steinen seiner Farbe zu verbinden. Dabei dürfen gelegte Steine auch verschoben und rotiert werden. Mit dem Aufeinanderstapeln kann man vorhandene Verbindungslinien des Gegners stören. Eine zusätzliche Schwierigkeit ergibt sich dadurch, dass man die Steine nur beim Schieben (nicht also beim Hineinbringen ins Spiel) auf andere Steine legen darf.

### Tzaar

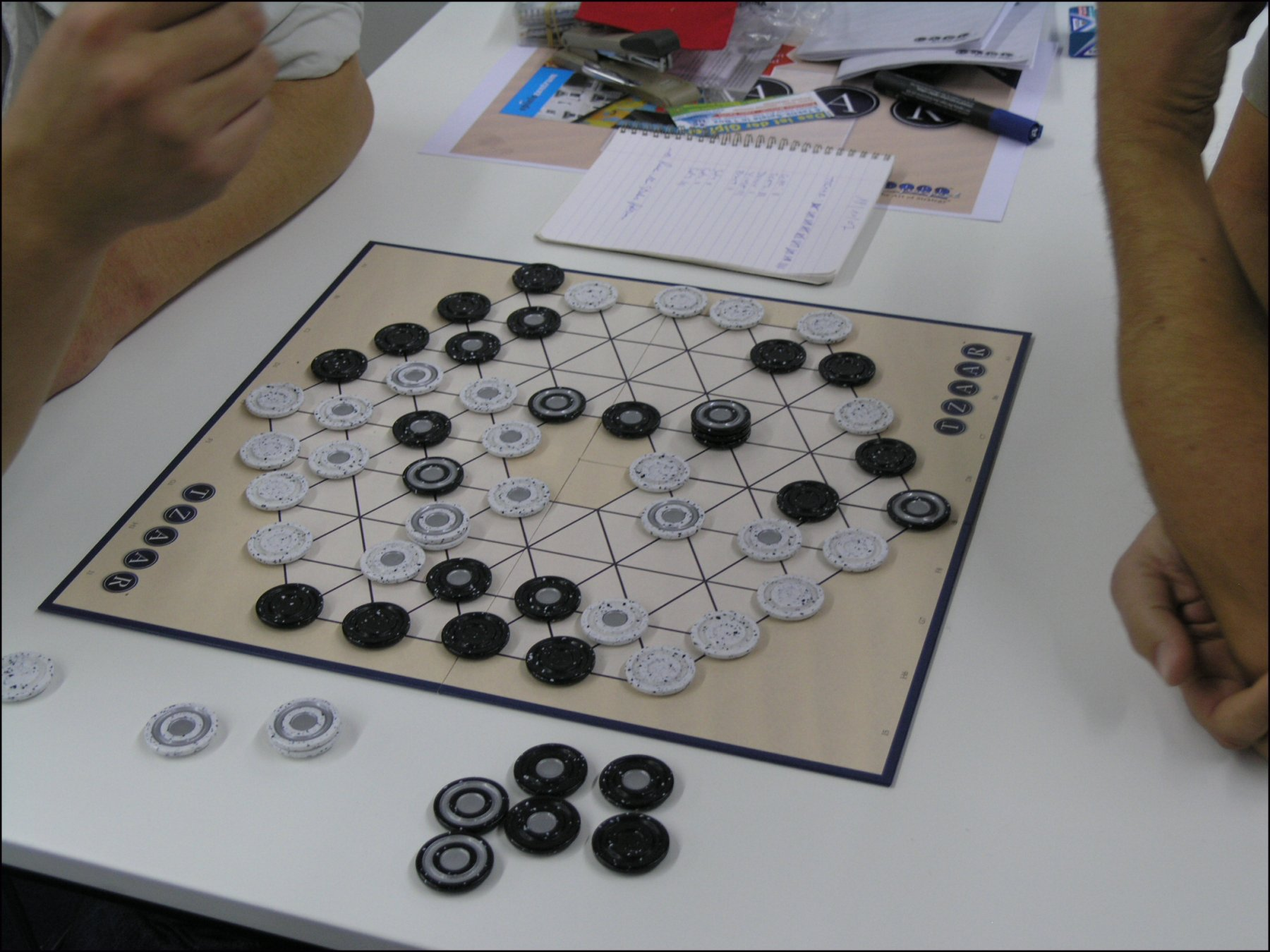
Spielsituation Tzaar

Auf der Spielemesse Essen 2007 erschien Tzaar als Ersatz für das Spiel Tamsk. Jenes wurde von vielen Spielern aufgrund der Zeitkomponente als nicht zur sonstigen Serie passend empfunden.
Das Spielbrett besteht erneut aus einem sechseckigen Feld, allerdings mit einem ausgesparten Mittelbereich. Jedem Spieler wird der gleiche Vorrat an Spielsteinen zugeteilt, welche das gesamte Feld füllen. Diese Steine unterscheiden sich in drei verschiedene Typen unterschiedlicher Häufigkeit aber identischer Zugmöglichkeiten.
Ein Spieler am Zug hat grundsätzlich zwei Möglichkeiten zu agieren. Er kann „schlagen“, das heißt, er zieht einen eigenen Stein oder Steinestapel in gerader Linie auf den nächsten gegnerischen Stein oder Stapel, der aber nicht höher sein darf, und nimmt diesen aus dem Spiel. Oder er kann „aufstocken“, indem er zwei eigene Stapel oder Steine nach analoger Zugregel aufeinanderstapelt. Zunächst werden alle Steine auf dem Plan verteilt, entweder gemäß einer Standardaufteilung, zufällig, oder durch abwechselndes Einsetzen. Danach eröffnet der Startspieler das Spiel mit einem Schlagzug. Ab nun haben die Spieler abwechselnd zunächst einen verpflichtenden Schlagzug auszuführen und danach die Wahl zwischen einem zweiten Schlagzug, einem Aufstockzug oder dem Passen. Der Spieler, der den verpflichtenden Schlagzug nicht mehr ausführen kann, verliert das Spiel. Alternativ endet das Spiel, wenn ein Spieler seinem Gegner den letzten Stein eines beliebigen der drei Typen schlagen kann, wobei Stapel als vom Typ des zuoberst liegenden Steines zählen.

### Tamsk

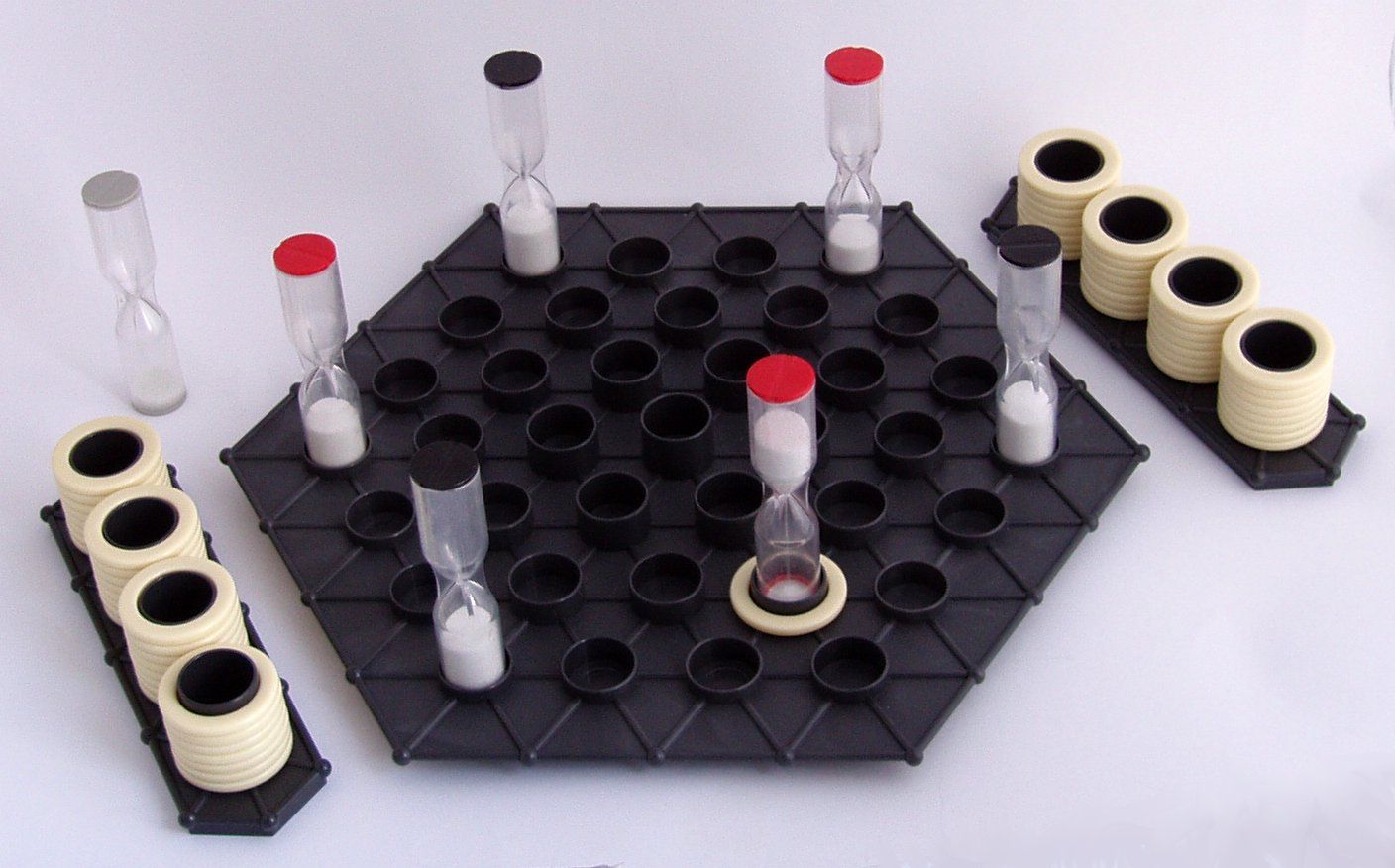
Tamsk nach dem ersten Zug

Tamsk stellte ursprünglich das zweite Spiel des Gipf-Projekts dar. Gespielt wird es mit drei roten und drei schwarzen Sanduhren mit je dreiminütiger Durchlaufzeit, einer neutralen Sanduhr mit 15-Sekunden Durchlaufzeit, 64 Ringen und 2 Ringhaltern, die für je 32 Ringe Platz bieten. Das Spielbrett ist sechseckig und bienenwabenförmig, mit einem Muster von Linien, die sich im 60-Grad-Winkel schneiden und Dreiecke bilden. Auf den Schnittpunkten befinden sich kreisförmige, unterschiedlich hohe Ring-Sockel, in welche die Sanduhren gestellt werden können.
Als erstes werden die Sanduhren in die Ausgangsposition gebracht. Jeweils in die sechs Ringhalter, die sich direkt an den Ecken des Spielbretts befinden, werden die Sanduhren so gestellt, dass sich rot und schwarz abwechseln. Jeder Spieler erhält einen Ringhalter mit 32 Ringen. Wer am Ende des Spiels weniger Ringe hat, ist der Gewinner der Partie.
Die Spieler sind abwechselnd an der Reihe, einer spielt mit den schwarzen Sanduhren, der andere mit den roten. In jedem Zug muss eine der eigenen Sanduhren bewegt und dabei umgedreht werden. Anschließend darf ein Ring über die soeben gespielte Sanduhr und den darunter befindlichen Sockel gestülpt werden. Der Ring bleibt beim Sockel, wird später also nicht mit der Sanduhr wegbewegt. Sobald bei einem Feld der Stapel der Ringe die Höhe des Sockels erreicht hat, darf das Feld nicht mehr besucht werden. Kann keine der eigenen Sanduhren bewegt werden, muss man aussetzen.
Das Spiel endet, wenn kein Zug mehr gemacht werden kann. Der Gewinner ist derjenige, der weniger Ringe hat. Das heißt, dass im Normalfall derjenige verliert, der öfter aussetzen musste. Die grundlegende Gewinnstrategie ist somit, den Gegner möglichst oft in Situationen zu manövrieren, in denen ihm kein Spielzug möglich ist.
Erschwerend kommt die Zeit als Faktor hinzu. In den ersten drei Zügen müssen die Spieler alle drei Sanduhren einmal bewegt haben und am Ende des Zuges umdrehen. Das heißt, wenn jeder Spieler dreimal an der Reihe war, laufen alle Sanduhren auf dem Spielfeld. Der Spieler muss nun seine Sanduhren am Laufen halten. Gelingt ihm dies nicht, ist die stehengebliebene Sanduhr verloren. Sie bleibt zwar auf dem Brett, darf aber nicht mehr bewegt werden. Die neutrale Sanduhr mit den 15 Sekunden Laufzeit befindet sich außerhalb des Spielfeldes und kann zusätzlich verwendet werden, um den Gegner unter Druck zu setzen. Wird sie gedreht, ist der aktive Spieler gezwungen, seinen Zug innerhalb der 15 Sekunden durchzuführen. Diese Option steht beiden Spielern zur Verfügung.

### Lyngk
Im Jahr 2017 erschien Lyngk als bisher letztes Spiel der Gipf-Reihe. Es wird auf einem sternförmigen Plan mit 43 Punkten gespielt. Das hexagonale Gitter wird auch hier beibehalten, jeder Punkt, der nicht am Rand liegt, ist zu sechs umgebenden Punkten benachbart. Im Spiel sind 43 Scheiben, je acht von fünf verschiedenen Farben und drei graue. Die Scheiben werden zu Beginn auf den Punkten des Bretts zufällig verteilt.
Die beiden Spieler ziehen abwechselnd, es besteht Zugpflicht, und wenn man keinen legalen Zug machen kann, setzt man aus. Man zieht, indem man alle Scheiben von einem Punkt in eine der sechs möglichen Richtungen bis zum nächsten besetzten Punkt zieht und darauf stellt. Dabei dürfen nie zwei Scheiben gleicher Farbe in einen Stapel kommen, außer es sind graue. Ein Stapel darf nicht mehr als fünf Scheiben hoch werden. Einzelne graue Scheiben dürfen nicht gezogen werden.
Man darf zweimal im Spiel, bevor man zieht, eine Farbe beanspruchen, die der Gegner noch nicht beansprucht hat, aber nicht Grau, und nicht beide Male im selben Zug. Die Steine dieser Farbe sind von da an eigene Steine. Man darf nur Scheiben ziehen, deren oberste keine gegnerische ist. Wenn die oberste der gezogenen Scheiben keine eigene ist, darf man sie nicht auf einen Stapel ziehen, der mehr Scheiben enthält als man zieht. Bildet man einen Stapel der Höhe fünf, dessen oberste Scheibe eine eigene ist, dann hat man diesen Stapel gewonnen und nimmt ihn vom Brett.
Ist die oberste gezogene Scheibe eine eigene, kann man den sogenannten Lyngk-Zug machen: man darf zu einem Punkt ziehen, auf dem die gleiche Farbe zuoberst liegt, und dann von hier in einer neuen Richtung weiterziehen, auch mehrmals hintereinander.
Das Spiel endet, wenn keiner mehr ziehen kann. Ziel ist es, mehr Stapel als der Gegner zu gewinnen, und bei Gleichstand gewinnt der Spieler, der mehr Viererstapel mit einer eigenen Scheibe als oberster auf dem Brett hat. Ist auch diese Zahl gleich, zählen die Dreierstapel usw.

## Auszeichnungen und Nominierungen
Mehrere Spiele der Reihe wurden für Spielepreise nominiert oder konnten diese gewinnen:
- Gipf war für den Belgian Toy Award nominiert, befand sich auf der Auswahlliste für das Spiel des Jahres 1998 und gewann in den Vereinigten Staaten den Preis als Best Abstract Game 1998 (verliehen durch das Game-Magazin).
- Zèrtz war bei den Gamer's Choice Awards als Best Two-Player Game nominiert, befand sich auf der Auswahlliste für das Spiel des Jahres 2000, gewann in den Vereinigten Staaten den Preis als Best Abstract Game (verliehen durch das Game-Magazin) und einen Top 5 Award der Mensa Select.
- Dvonn befand sich auf der Auswahlliste zum Spiel des Jahres 2002 und wurde in den Vereinigten Staaten im Jahr 2003 als bestes Spiel aller Kategorien nominiert.
- 2004 kam Yinsh auf die Auswahlliste zum Spiel des Jahres, 2005 wurde es in den Vereinigten Staaten als Best Abstract Strategy Game of the Year nominiert. Das Game-Magazin wählte es als Best Abstract Game of the Year.
- Tzaar kam auf die Empfehlungsliste zum Spiel des Jahres 2008 und wurde im selben Jahr für den International Gamers Award nominiert. Weiter wurde es für den französischen Spielepreis As d’Or – Jeu de l’Année 2009 nominiert.
- Lyngk Es wurde mit dem Sonderpreis des österreichischen Spielepreises Spiel der Spiele ausgezeichnet.